# Комплекс старих чесама
Комплекс старих чесама у Видровцу, насељеном месту на територији општине Неготин, представља непокретно културно добро као споменик културе.

## Опис комплекса
Архитектонске вредности комплекса старих чесама у Видровцу манифестује се како у квалитету просторног решења, тако и у погледу обраде детаља. За разлику од бројних сачуваних појединачних чесама овде је реч о архитектонском ансамблу који се састоји од три повезане чесме, са калдрмисаним околним простором, каналисаним одводом воде, каменим бочним зидовима и степеништем. Овако функционално компонована целина се ретко среће, што посебно доприноси значају овој ансамбла. Поред тога, присутна је и плитка архитектонска пластика (аркаде, пиластри, декоративно профилисани венац).
Комплекс чине три међусобно повезане старије чесме налази се у самом центру села Видровац у простору од 28 х 40m. Различитих су димензија и висине до два метра. 
На најмањој чесми, у врху је урезана 1822. година. Рађена је од тесаног камена, пешчара из околног мајдана. Доминантан је средњи објекат зидан крупним тесаницима, украшен двема слепим нишама са аркадама и урезаним крстом у средишњем горњем делу. Доњи део је раван са пиластрима на угловима. По средини се пружа декоративан профилисан венац, а вода истиче кроз камени жлеб. Око чесме су масивна камена корита. 
Друга чесма налази се непосредно уз главну, конструисана је од једног масивног блока, положеног на зид, са једним коритом. На њој је урезан запис (сада нечитак због премаза креча). Поред текстуалног дела на запису се налази урезана и 1822. година. 
Трећа чесма је слична првој, с тим што је узидана у потпорни зид, а само је са чеоне стране декоративно обрађена истоветно као и главна. Све су чесме су покривене тесаним каменим плочама око којих иде богато профилисани венац. 